# E-STATS e스포츠
E-STATS e스포츠(E-STATS Esports)는 대한민국의 해체된 배틀그라운드, 크레이지레이싱 카트라이더 프로게임단이다.

## 배틀그라운드

### 연혁
- 2019년 5월 13일 : eT 인수 및 E-STATS Esports 창단
- 2020년 4월 28일 : 해체

### 주요 성적
- 2019 인텔 펍지 코리아 컨텐더스 페이즈 1 3위
- 2019 핫식스 펍지 코리아 리그 페이즈 2 23위
- 2019 인텔 펍지 코리아 컨텐더스 페이즈 3 2위
- 배틀그라운드 스매쉬컵 시즌 1 16위

## 크레이지레이싱 카트라이더

### 연혁
- 2020년 6월 1일 : GC Busan E-STATS 창단
- 2020년 11월 28일 : E-STATS Esports로 팀명 변경 및 GC 부산 네이밍 스폰서십 종료
- 2021년 5월 19일 : 해체

### 주요 성적

#### 팀전
- 2020 SKT 5GX JUMP 카트라이더 리그 시즌 2 5위
- 2021 신한은행 헤이영 카트라이더 리그 시즌 1 6위

#### 개인전
- 2020 SKT 5GX JUMP 카트라이더 리그 시즌 2 5위 (김지민)
- 2020 SKT 5GX JUMP 카트라이더 리그 시즌 2 10위 (노준현)
- 2020 SKT 5GX JUMP 카트라이더 리그 시즌 2 20위 (전대웅)
- 2020 SKT 5GX JUMP 카트라이더 리그 시즌 2 27위 (임재원)
- 2020 SKT 5GX JUMP 카트라이더 리그 시즌 2 29위 (유관영)
- 2021 신한은행 헤이영 카트라이더 리그 시즌 1 6위 (김지민)
- 2021 신한은행 헤이영 카트라이더 리그 시즌 1 9위 (노준현)
- 2021 신한은행 헤이영 카트라이더 리그 시즌 1 18위 (임재원)